# Biomembrán

Biomembrán modell a foszfolipid kettősréteggel

A biológiai membránok a sejtek életében kulcsfontosságú alkotók és alapvető szerepet játszanak abban, hogy bizonyos biokémiai folyamatok szeparálva, célzott mechanizmus révén menjenek végbe. Eukarióta sejtekben nem csak egy - a sejtet határoló külső, hanem belső membrán struktúrák (endoplazmatikus retikulum, Golgi-készülék, mitokondrium) is jelen vannak, ennek következtében az organellumok a citosoltól elhatárolva, sajátos belső környezetet alakíthattak ki az evolúció során.

## Alapstruktúrája
Minden biológiai membránnak egységes, általános struktúrája van: nem kovalens kölcsönhatásokkal összetartott lipidekből és fehérjékből álló mikrofilm. A lipidek a biológiai membrán alapvázát, a fehérjék pedig a specifikus tulajdonságokat biztosítják. A biológiai membránt alkotó lipidek amfipatikus molekulák, nem oldódnak vízben, csak szerves oldószerben. A struktúra egyik vége (fej) hidrofil (poláros), a másik vége (farok) pedig hidrofób (apoláros). Gorter és Grendel humán vörösvérsejt (eritrocita) lipidjeit víz felszínére kiterítve azt tapasztalták, hogy unimolekuláris film keletkezik. A monolayer felszínét az eritrocyta felületének kétszeresének találták. Mivel az eritrocitában nincsenek belső membrán struktúrák, ez azt bizonyította, hogy a sejt membránja egy lipid kettős réteg (bilayer).
További kísérlet bizonyítja ezt a típusú felépítettséget, többek között ilyen az elektronmikroszkópiában alkalmazott ozmium-tetroxidos festés. A reakció során az ozmium-tetraoxid a lipidfejhez kötődik, keresztvágással készült vékony metszeten a sejtmembrán mint két, vékony, párhuzamos sötét vonal jelenik meg. Az idegsejt Schwann-sejt membránjából kialakult mielyn hüvelyen végzett röntgendiffrakciós anyagsűrűség vizsgálat jól láthatóan mutatja a struktúrát.

## A foszfolipidek szerkezete
Alapvegyülete a foszfatidsav: egy glicerinmolekula két zsírsavval észteresítve, melyhez egy foszforsav kapcsolódik. A molekula farki része leggyakrabban 14-24 szénatomszámú zsírsavból áll. Az egyik zsírsav általában egy vagy több cisz kettős (pi-) kötést (telítetlen zsírsav) tartalmaz, és emiatt a szénhidrogén lánca megtörik. A lánchossz és a telítettség fontos jellemzők, a foszfolipidek több tulajdonságát befolyásolják (ld. membrán fluiditás).

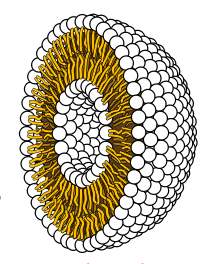
Liposzoma keresztmetszete

### A foszfolipidek tulajdonságai
Amennyiben a foszfolipideket víz veszi körül, aggregálódnak, mégpedig úgy, hogy hidrofób farkaik belülre kerülnek, a ’fej’ pedig a víz felé néz. A foszfolipidek alapvetően kétféle struktúrát képezhetnek vizes oldatban, attól függően, hogy: milyen zsírsavak vannak bennük, milyen a hőmérséklet, milyen ionok vannak jelen és milyen a diszperzió módja – alkothatnak ~ 20 nm átmérőjű gömb alakú micellát vagy kettős réteget (bilayer). A lipid kettősréteg szabad vége nem érintkezhet vízzel, az termodinamikailag instabil komplexet képezne, ezért azt eliminálni igyekszik (önhegedő tulajdonságú). A lipid kettős réteg zárt kompartmentet alkot, amit liposzomának nevezünk.

### A membrán dinamikája

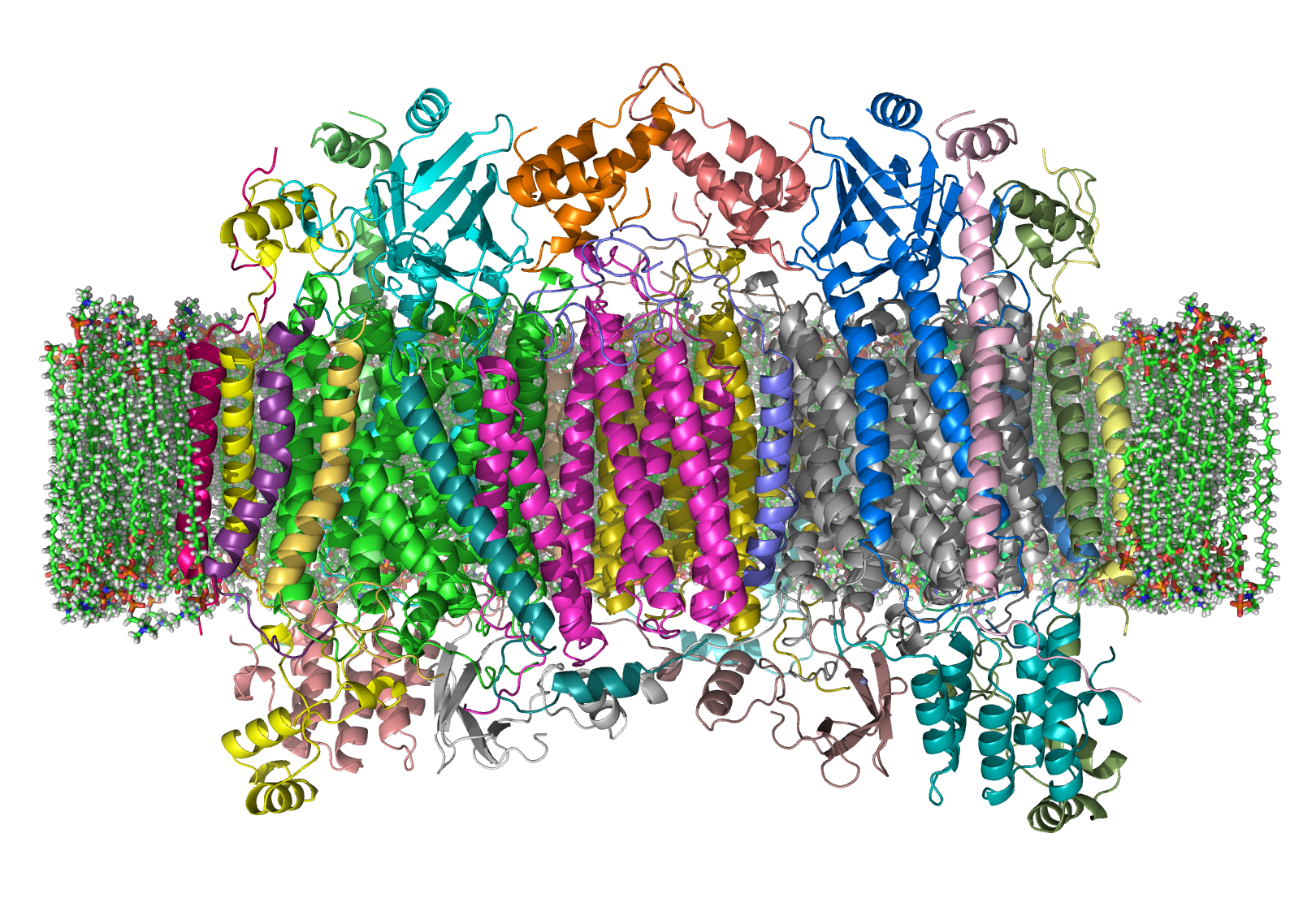
Citochrom c oxidáz háromdimenziós modellje a membránban

Csak az 1970-es években ismerték meg a lipid molekulák viselkedését a lipid kettős rétegben és a biológiai membránokban. Először szintetikus lipid kettős rétegeket használtak a vizsgálatokhoz. Ma az egyedi lipidmolekulák mozgásának mérésére az elektronspin-rezonancia (ESR) módszerét alkalmazzák, ehhez rendelkezni kell a rendszerben egy párosítatlan elektront tartalmazó (pl. nitroxil csoport / N–O) vegyülettel. A vizsgálat során a lipidek feji részében ún. spin jelölést alkalmaznak, és mérik a mobilitásukat a membránban. A mérések alapján megállapítható volt, hogy a lipidek csak nagyon ritkán ugranak az egyik rétegből a másikba (flip–flop), mert ez termodinamikailag nem kedvezményezett. Ezzel szemben a szomszéd lipid molekulákkal másodpercenként átlagosan csaknem tízmilliószor cserélnek helyet (laterális diffúzió). Ez a szám egy 10– 8 cm2/sec diffúziós együtthatót ad, ami azt jelenti, hogy a lipidek 2 µm/mp sebességgel diffundálnak a membrán egyik rétegében.

## Membránfehérjék
A biológiai membránok egyik legfontosabb alapaspektusa az aszimmetria jelenléte, amely számos fontos funkciójukat is lehetővé teszi. Ennek egyik része a lipid kettős rétegbe beépülő membránfehérjék. Minden membránfehérjének speciális orientációja van a rétegben, szerepétől függően. Ilyen módon vannak a citoszol felé és exoplazmatikus irányba tekintő illetve elhelyezkedő proteinek. Megjegyzendő, hogy ellentétben a lipidekkel, a fehérjéknél eddig még nem figyeltek meg az említetthez hasonló flip-flop mozgást. A fehérjék bioszintézisekor már kódolt jellemző, hogy a membránban mely helyre kerülnek.
A membránfehérjék egyik csoportja a perifériális membránfehérjék (extrinsic fehérjék) melyek nincsenek közvetlen kapcsolatban a foszfolipid kettősréteg hidrofób részével. Ezek a fehérjék bizonyos eljárással (alacsony ionerősség, extrém pH) felszabadíthatók a membránból, olyan reakciók révén, melyek csak a protein-protein kapcsolatokat bontják meg. Másik csoportjuk a transzmembrán proteinek, melyek mindkét oldalon funkcióképesek, például molekulát tudnak transzportálni a membránon keresztül. Ilyenek például a sejtfelszíni receptorok is. Ha valamilyen molekula (ligand) köt hozzájuk a külső oldalon, akkor intracelluláris szignált képeznek.

## Biomembrán modellek
A membránok elektromos vezetőképességét és a határfelületen létrejövő elektrontranszfer folyamatokat sokáig nem vették figyelembe, bár a töltésátviteli reakciók régóta ismertek. Az elektrontranszfer és az elektrontranszport folyamatot ebben az esetben külön érdemes választani, jelen esetben az első fogalom kapcsolódik a membrán folyamatokhoz, mely egy adott fázishatáron való töltés leadását jelenti. Elektrodinamikai és elektrosztatikai jellegét tekintve egy általános BLM (bilayer lipid membrane) elektromos vezetőképessége rosszabb, mint az igazi biomembránoké, amit integráns anyagokkal lehet változtatni. TCNQ (tetraciano-kinodimetán) módosított BLM membránon végzett elektrokémiai mérésekkel megállapítható volt, hogy az vizes oldatokkal elektroncserére volt képes.

### Elektrontranszfer-modell
Az ohmikus vezetőképesség a membránokban általában elhanyagolhatóan alacsony. Biológiai rendszerekre vonatkozólag elmondható, hogy:
- ha az adott rendszerhez elektroaktív anyagot adunk, akkor a potenciálnak változnia kell
- az elektroaktív anyag egyben megváltoztatja az ionáramot és a potenciált is
- mivel nincsen nettó áram, bármely változás mindkettőre hat

Redoxi anyagokat adva a sejt külső terébe, oxidáló anyag esetén csökken, redukáló anyagnál viszont nő a membránpotenciál. A belső felület tehát ezek szerint anódként, a külső katódként viselkedik (a potenciál belül negatívabb).
Kísérletben hexacianoferrát (III)-ot adtak élesztőgombához; ahogy a külső térben a hexacianoferrát (III) redukálódott, a sejteken belül a NADPH koncentráció erősen lecsökkent. Ez azzal magyarázható, hogy elektronáramlás történt a membránon keresztül a külső térbe. Vörösvérsejteket ózonnal (mint igen erős oxidálószer) kezelve onnan jelentős kálium kiáramlást tapasztaltak. Az ózon oxidálószerként elektronokat vesz fel, s mivel nettó áram nincs, az elektronáramlást ionáram követi. Hexacianoferrát (III) hatását vizsgálva babgyökér membránján az volt megfigyelhető, hogy míg oxidálószer nélkül a membránpotenciál 120 mV, cianoferrát (III) jelenlétében az 70 mV esett vissza és intenzív H+ és K+ kiáramlás történt.